# 椿山 (蓮田市)
椿山（つばきやま）は、埼玉県蓮田市の町丁。現行行政地名は椿山一丁目から椿山四丁目。住居表示実施地区。郵便番号は349-0144。

## 地理
蓮田市の中央部に位置する。北側と東側で黒浜に、東側で緑町と城の飛地に、西側で上と関山に、北西側と北側で城に隣接する。北西側を埼玉県道3号さいたま栗橋線が通り、北側を東日本旅客鉄道（JR東日本）宇都宮線がかすめる。
元荒川河川敷は市街化調整区域に指定されており、それ以外は市街化区域に指定されている。全域が住宅街となっており、生産緑地地区は存在しない。

### 地価
住宅地の地価は、2020年（令和2年）1月1日の公示地価によれば、椿山三丁目216番238（住居表示は椿山三丁目16番4号）の地点で8万7700円/m2となっている。

### 河川
- 元荒川 - 新荒川橋が架かる。

## 歴史
- 1978年（昭和53年）10月1日：住居表示実施により、大字黒浜および大字城の各一部から椿山一丁目 - 四丁目が成立[8]。

## 世帯数と人口
2020年（令和2年）9月1日時点の世帯数と人口は、以下のとおりである。
| 丁目       | 世帯数    | 人口    |
| ---------- | --------- | ------- |
| 椿山一丁目 | 433世帯   | 1,022人 |
| 椿山二丁目 | 194世帯   | 443人   |
| 椿山三丁目 | 425世帯   | 947人   |
| 椿山四丁目 | 432世帯   | 975人   |
| 計         | 1,484世帯 | 3,387人 |

## 小・中学校の学区
市立小・中学校に通う場合、学区（校区）は以下のとおりとなる。
| 丁目       | 区域 | 小学校               | 中学校               |
| ---------- | ---- | -------------------- | -------------------- |
| 椿山一丁目 | 全域 | 蓮田市立黒浜北小学校 | 蓮田市立黒浜西中学校 |
| 椿山二丁目 | 全域 | 蓮田市立黒浜北小学校 | 蓮田市立黒浜西中学校 |
| 椿山三丁目 | 全域 | 蓮田市立黒浜北小学校 | 蓮田市立黒浜西中学校 |
| 椿山四丁目 | 全域 | 蓮田市立黒浜北小学校 | 蓮田市立黒浜西中学校 |

## 交通

### 鉄道
東日本旅客鉄道（JR東日本）宇都宮線が地区北辺の城沼通りの跨線橋付近を走るが、駅は設置されていない。最寄り駅は地点によって異なり、東日本旅客鉄道（JR東日本）宇都宮線の蓮田駅、または同白岡駅である。蓮田駅は、椿山三丁目216番238（住居表示は椿山三丁目16番4号）の地点から約2 kmの位置にある。

### 道路
- 埼玉県道3号さいたま栗橋線
- 都市計画道路城御林線（城沼公園通り）
- 椿山通り

## 施設
椿山一丁目
- 椿山自治会館
- 榎戸公園

椿山二丁目
- 元荒川河川敷公園[10]

椿山三丁目
- 貝和田公園

椿山四丁目
- 蓮田椿山郵便局
- 御殿場山公園